# Synagoga Damasza w Krakowie

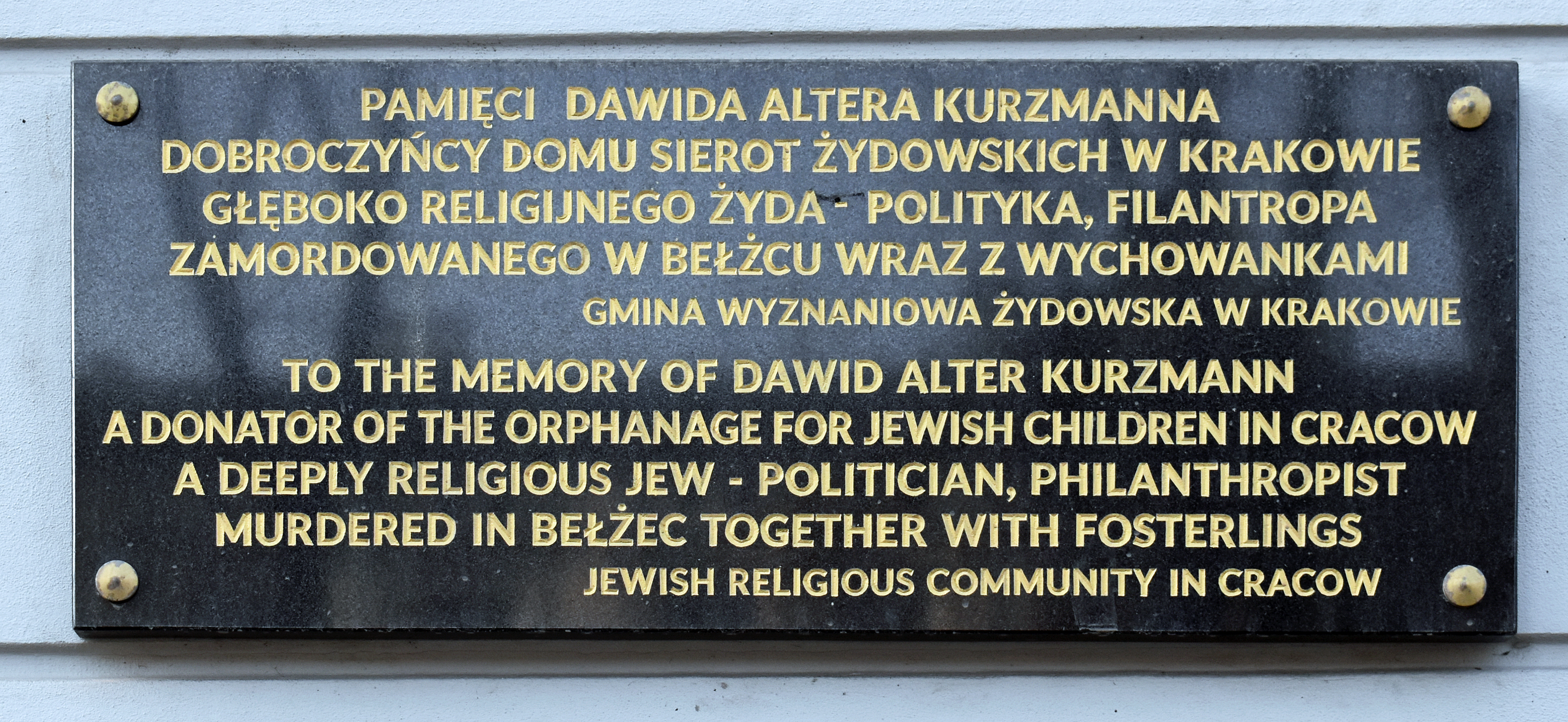
Tablica pamiątkowa na kamienicy przy ul. J. Dietla 64, gdzie znajdował się sierociniec.

Synagoga Damasza – prywatny dom modlitwy znajdujący się na Stradomiu w Krakowie. Zajmował kilka pomieszczeń w kamienicy przy ulicy Józefa Dietla 64.
Synagoga założona pod koniec XIX wieku z inicjatywy niejakiego Damasza. Podczas II wojny światowej hitlerowcy zdewastowali synagogę. Od czasu zakończenia wojny w synagodze znajdują się mieszkania.
Do dziś nie zachowało się nic z pierwotnego wyposażenia synagogi, co mogłoby wskazywać na jej pierwotny charakter.
W kamienicy znajdował się także Zakład Wychowawczy Sierot Żydowskich „Beth Megadle Jasomim”, którym opiekował się Dawid Alter Kurzmann.